# Sportverein Darmstadt 1898 1989-1990
Questa voce raccoglie le informazioni riguardanti lo Sportverein Darmstadt 1898 nelle competizioni ufficiali della stagione 1989-1990.

## Stagione
Nella stagione 1989-1990 il Darmstadt, allenato da Dieter Renner, Uwe Klimaschefski e Uwe Ebert, concluse il campionato di 2. Bundesliga al 16º posto. In Coppa di Germania il Darmstadt fu eliminato agli ottavi di finale dal Duisburg.

## Rosa
| N. |                     | Ruolo | Calciatore       |
| -- | ------------------- | ----- | ---------------- |
|    | Germania (bandiera) | P     | Rainer Berg      |
|    | Germania (bandiera) | P     | Tom Eilers       |
|    | Germania (bandiera) | P     | Wilhelm Huxhorn  |
|    | Germania (bandiera) | D     | Frank Dörr       |
|    | Germania (bandiera) | D     | Freddy Heß       |
|    | Germania (bandiera) | D     | Yvo Hoffmann     |
|    | Germania (bandiera) | D     | Volker Kispert   |
|    | Germania (bandiera) | D     | Gerhard Lachmann |
|    | Germania (bandiera) | D     | Roger Prinzen    |
|    | Germania (bandiera) | D     | Rainer Scholz    |
|    | Germania (bandiera) | D     | Markus Sittardt  |
|    | Germania (bandiera) | C     | Jürgen Baier     |

| N. |                      | Ruolo | Calciatore        |
| -- | -------------------- | ----- | ----------------- |
|    | Germania (bandiera)  | C     | Michael Blättel   |
|    | Germania (bandiera)  | C     | Dietmar Feucht    |
|    | Cina (bandiera)      | C     | Gu Guangming      |
|    | Germania (bandiera)  | C     | Martin Kowalewski |
|    | Germania (bandiera)  | C     | Stephan Täuber    |
|    | Germania (bandiera)  | C     | Rudi Thömmes      |
|    | Germania (bandiera)  | A     | Henrik Eichenauer |
|    | Germania (bandiera)  | A     | Dieter Gutzler    |
|    | Germania (bandiera)  | A     | Thomas Kloss      |
|    | Rep. Ceca (bandiera) | A     | Tomáš Kříž        |
|    | Germania (bandiera)  | A     | Uwe Kuhl          |

## Organigramma societario
Area tecnica
- Allenatore: Jürgen Sparwasser
- Allenatore in seconda:
- Preparatore dei portieri:
- Preparatori atletici:

## Calciomercato

### Sessione estiva
| Acquisti | Acquisti     | Acquisti          | Acquisti |
| R.       | Nome         | da                | Modalità |
| -------- | ------------ | ----------------- | -------- |
| C        | Jürgen Baier | Kickers Offenbach |          |
| A        | Thomas Kloss | Kickers Offenbach |          |
| A        | Tomáš Kříž   | FK Viagem Příbram |          |
| C        | Rudi Thömmes | Eintracht Treviri |          |

| Cessioni | Cessioni        | Cessioni             | Cessioni |
| R.       | Nome            | a                    | Modalità |
| -------- | --------------- | -------------------- | -------- |
| A        | Bodo Mattern    | FSV Francoforte      |          |
| C        | Oliver Posniak  | Vikt. Aschaffenburg  |          |
| C        | Rafael Sánchez  | Edenkoben            |          |
| D        | Bernhard Trares | Alemannia Aquisgrana |          |

### Sessione invernale
| Acquisti | Acquisti       | Acquisti       | Acquisti |
| R.       | Nome           | da             | Modalità |
| -------- | -------------- | -------------- | -------- |
| C        | Stephan Täuber | Hertha Berlino |          |

| Cessioni | Cessioni | Cessioni | Cessioni |
| R.       | Nome     | a        | Modalità |
| -------- | -------- | -------- | -------- |

## Risultati

### 2. Bundesliga

#### Girone di andata
| Arbitro: | Barnick |

|                       |           |           |
| Bolzek 22’ Aussem 86’ | Marcatori | 21’ Kloss |

| Darmstadt 6 agosto 1989, ore 15:00 CEST 2ª giornata | Darmstadt | 0 – 0 referto | Hertha Berlino | Stadion am Böllenfalltor (4 000 spett.)\| Arbitro: \| Malbranc \| |
| Arbitro:                                            | Malbranc  |               |                |                                                                   |

| Arbitro: | Mierswa |

|                |           |  |
| Westermann 30’ | Marcatori |  |

| Arbitro: | Assenmacher |

|  |           |                |
|  | Marcatori | 13’ Schmelting |

| Arbitro: | Prengel |

|                                    |           |                  |
| Gutzler 7’ Prinzen 39’ Blättel 77’ | Marcatori | 57’ (rig.) Wolff |

| Arbitro: | Albrecht |

|                    |           |              |
| Schön 8’ Imhof 86’ | Marcatori | 21’ Lachmann |

| Arbitro: | Eli |

|                                 |           |           |
| Kříž 39’ Feucht 73’ Blättel 83’ | Marcatori | 62’ Kober |

| Arbitro: | Führer |

|            |           |           |
| Heisig 75’ | Marcatori | 83’ Kloss |

| Arbitro: | Dellwing |

|                              |           |                     |
| Blättel 62’, 87’ Gutzler 84’ | Marcatori | 25’, 38’ Sendscheid |

| Arbitro: | Ronig |

|                                  |           |  |
| van der Pütten 1’ Menke 58’, 82’ | Marcatori |  |

| Arbitro: | Aust |

|            |           |            |
| Prinzen 9’ | Marcatori | 38’ Müller |

| Arbitro: | Mölm |

|                                     |           |             |
| Schlegel 7’ Holzer 12’ Gartmann 90’ | Marcatori | 30’ Blättel |

| Arbitro: | Merk |

|                   |           |                                |
| Lachmann 39’, 80’ | Marcatori | 12’ Schweizer 33’ (rig.) Majka |

| Arbitro: | Kentsch |

|                                               |           |                            |
| Brinkmann 45’ Voigt 50’ Heskamp 64’ Glöde 87’ | Marcatori | 75’ Eichenauer 89’ Blättel |

| Arbitro: | Domberg |

|                                   |           |                |
| Eichenauer 33’ Blättel 55’ (rig.) | Marcatori | 13’ Regenbogen |

| Arbitro: | Kriegelstein |

|                                                       |           |  |
| Buchheister 25’ Gorski 29’ Rose 39’ Seeliger 79’, 82’ | Marcatori |  |

| Arbitro: | Schneider |

|          |           |  |
| Kuhl 66’ | Marcatori |  |

| Arbitro: | Föckler |

|              |           |         |
| Pförtner 25’ | Marcatori | 58’ Heß |

| Arbitro: | Diekert |

|                                                    |           |             |
| Sobiech 42’ (aut.) Baier 60’ Kloss 70’ Blättel 81’ | Marcatori | 25’ Neuhaus |

#### Girone di ritorno
| Arbitro: | Wiesel |

|                            |           |  |
| Eichenauer 22’ Thömmes 83’ | Marcatori |  |

| Arbitro: | Führer |

|                                  |           |          |
| Gries 27’, 40’, 61’ Gowitzke 51’ | Marcatori | 86’ Kuhl |

| Arbitro: | Kasper |

|                    |           |                      |
| Blättel 61’ (rig.) | Marcatori | 12’ Gäher 75’ Fleige |

| Kassel 16 dicembre 1989, ore 15:00 CET 23ª giornata | Hessen Kassel | 0 – 0 referto | Darmstadt | Auestadion (3 000 spett.)\| Arbitro: \| Löwer \| |
| Arbitro:                                            | Löwer         |               |           |                                                  |

| Arbitro: | Strigel |

|                           |           |  |
| Schneider 53’ Biernat 84’ | Marcatori |  |

| Darmstadt 3 marzo 1990, ore 15:00 CET 25ª giornata | Darmstadt | 0 – 0 referto | Kickers Stoccarda | Stadion am Böllenfalltor (3 500 spett.)\| Arbitro: \| Feistner \| |
| Arbitro:                                           | Feistner  |               |                   |                                                                   |

| Arbitro: | Richmann |

|                                        |           |          |
| Struckmann 4’ Tönnies 64’ Mariotti 90’ | Marcatori | 83’ Kuhl |

| Arbitro: | Gangkofer |

|              |           |              |
| Lachmann 90’ | Marcatori | 25’ Wójcicki |

| Arbitro: | Berg |

|                                  |           |  |
| Sendscheid 39’, 59’ Borodjuk 74’ | Marcatori |  |

| Arbitro: | Blüthgen |

|                          |           |                                          |
| Lachmann 64’, 78’ Gu 90’ | Marcatori | 32’ Klobke 41’ van der Pütten 47’ Thoben |

| Arbitro: | Prengel |

|                  |           |  |
| Leitl 52’ (rig.) | Marcatori |  |

| Arbitro: | Matheis |

|                       |           |  |
| Blättel 52’, 65’, 78’ | Marcatori |  |

| Arbitro: | Gochermann |

|            |           |                 |
| Moutas 88’ | Marcatori | 5’, 82’ Blättel |

| Arbitro: | Aust |

|                   |           |  |
| Helmer 90’ (aut.) | Marcatori |  |

| Arbitro: | Mölm |

|          |           |  |
| Serr 77’ | Marcatori |  |

| Arbitro: | Führer |

|                      |           |                                 |
| Kuhl 10’ Gutzler 82’ | Marcatori | 24’ Seeliger 57’ (rig.) Löchelt |

| Aquisgrana 10 maggio 1990, ore 20:15 CEST 36ª giornata | Alemannia Aquisgrana | 0 – 0 referto | Darmstadt | Stadio Tivoli (7 200 spett.)\| Arbitro: \| Kentsch \| |
| Arbitro:                                               | Kentsch              |               |           |                                                       |

| Darmstadt 13 maggio 1990, ore 15:00 CEST 37ª giornata | Darmstadt | 0 – 0 referto | Saarbrücken | Stadion am Böllenfalltor (6 500 spett.)\| Arbitro: \| Heitmann \| |
| Arbitro:                                              | Heitmann  |               |             |                                                                   |

| Bochum 17 maggio 1990, ore 20:15 CEST 38ª giornata | Wattenscheid 09 | 0 – 0 referto | Darmstadt | Lohrheidestadion (5 000 spett.)\| Arbitro: \| Berg \| |
| Arbitro:                                           | Berg            |               |           |                                                       |

### Coppa di Germania
| Arbitro: | Lachmeier |

|  |           |                                       |
|  | Marcatori | 29’ Thömmes 32’ Feucht 71’ Eichenauer |

| Arbitro: | Amerell |

|            |           |  |
| Blättel 2’ | Marcatori |  |

| Arbitro: | Mierswa |

|                                            |           |           |
| Schmidt 15’ Kessen 26’ Woelk 49’ Kober 64’ | Marcatori | 78’ Baier |

## Statistiche

### Statistiche di squadra
| Competizione      | Punti | In casa | In casa | In casa | In casa | In casa | In casa | In trasferta | In trasferta | In trasferta | In trasferta | In trasferta | In trasferta | Totale | Totale | Totale | Totale | Totale | Totale | DR  |
| Competizione      | Punti | G       | V       | N       | P       | Gf      | Gs      | G            | V            | N            | P            | Gf           | Gs           | G      | V      | N      | P      | Gf     | Gs     | DR  |
| ----------------- | ----- | ------- | ------- | ------- | ------- | ------- | ------- | ------------ | ------------ | ------------ | ------------ | ------------ | ------------ | ------ | ------ | ------ | ------ | ------ | ------ | --- |
| 2. Bundesliga     | 33    | 19      | 9       | 8       | 2       | 32      | 18      | 19           | 1            | 5            | 13           | 11           | 37           | 38     | 10     | 13     | 15     | 43     | 55     | -12 |
| Coppa di Germania | -     | 1       | 1       | 0       | 0       | 1       | 0       | 2            | 1            | 0            | 1            | 4            | 4            | 3      | 2      | 0      | 1      | 5      | 4      | +1  |
| Totale            | 33    | 20      | 10      | 8       | 2       | 33      | 18      | 21           | 2            | 5            | 14           | 15           | 41           | 41     | 12     | 13     | 16     | 48     | 59     | -11 |

### Andamento in campionato
| Giornata  | 1  | 2  | 3  | 4  | 5  | 6  | 7  | 8  | 9  | 10 | 11 | 12 | 13 | 14 | 15 | 16 | 17 | 18 | 19 | 20 | 21 | 22 | 23 | 24 | 25 | 26 | 27 | 28 | 29 | 30 | 31 | 32 | 33 | 34 | 35 | 36 | 37 | 38 |
| --------- | -- | -- | -- | -- | -- | -- | -- | -- | -- | -- | -- | -- | -- | -- | -- | -- | -- | -- | -- | -- | -- | -- | -- | -- | -- | -- | -- | -- | -- | -- | -- | -- | -- | -- | -- | -- | -- | -- |
| Luogo     | T  | C  | T  | C  | C  | T  | C  | T  | C  | T  | C  | T  | C  | T  | C  | T  | C  | T  | C  | C  | T  | C  | T  | T  | C  | T  | C  | T  | C  | T  | C  | T  | C  | T  | C  | T  | C  | T  |
| Risultato | P  | N  | P  | P  | V  | P  | V  | N  | V  | P  | N  | P  | N  | P  | V  | P  | V  | N  | V  | V  | P  | P  | N  | P  | N  | P  | N  | P  | N  | P  | V  | V  | V  | P  | N  | N  | N  | N  |
| Posizione | 15 | 14 | 18 | 19 | 14 | 17 | 11 | 12 | 11 | 13 | 13 | 16 | 16 | 19 | 15 | 18 | 16 | 15 | 11 | 10 | 13 | 13 | 15 | 16 | 16 | 16 | 16 | 17 | 18 | 18 | 18 | 16 | 14 | 15 | 15 | 15 | 15 | 16 |

Legenda:

Luogo: C = Casa; T = Trasferta. Risultato: V = Vittoria; N = Pareggio; P = Sconfitta.

### Statistiche dei giocatori
| Giocatore     | 2. Bundesliga | 2. Bundesliga | 2. Bundesliga | 2. Bundesliga | Coppa di Germania | Coppa di Germania | Coppa di Germania | Coppa di Germania | Totale   | Totale | Totale      | Totale     |
| Giocatore     | Presenze      | Reti          | Ammonizioni   | Espulsioni    | Presenze          | Reti              | Ammonizioni       | Espulsioni        | Presenze | Reti   | Ammonizioni | Espulsioni |
| ------------- | ------------- | ------------- | ------------- | ------------- | ----------------- | ----------------- | ----------------- | ----------------- | -------- | ------ | ----------- | ---------- |
| J. Baier      | 37            | 1             | 5             | 0             | 3                 | 1                 | 0                 | 0                 | 40       | 2      | 5           | 0          |
| R. Berg       | 16            | 0             | 0             | 0             | 3                 | 0                 | 0                 | 0                 | 19       | 0      | 0           | 0          |
| M. Blättel    | 35            | 14            | 8             | 0             | 2                 | 1                 | 1                 | 0                 | 37       | 15     | 9           | 0          |
| F. Dörr       | 10            | 0             | 2             | 0             | 1                 | 0                 | 0                 | 0                 | 11       | 0      | 2           | 0          |
| H. Eichenauer | 23            | 3             | 6             | 0             | 1                 | 1                 | 0                 | 0                 | 24       | 4      | 6           | 0          |
| T. Eilers     | 1             | 0             | 0             | 0             | 0                 | 0                 | 0                 | 0                 | 1        | 0      | 0           | 0          |
| D. Feucht     | 14            | 1             | 1             | 0             | 2                 | 1                 | 0                 | 0                 | 16       | 2      | 1           | 0          |
| G. Gu         | 28            | 1             | 3             | 0             | 2                 | 0                 | 0                 | 0                 | 30       | 1      | 3           | 0          |
| D. Gutzler    | 33            | 3             | 5             | 1             | 2                 | 0                 | 0                 | 0                 | 35       | 3      | 5           | 1          |
| F. Heß        | 34            | 1             | 12            | 0             | 3                 | 0                 | 0                 | 0                 | 37       | 1      | 12          | 0          |
| Y. Hoffmann   | 5             | 0             | 1             | 0             | 0                 | 0                 | 0                 | 0                 | 5        | 0      | 1           | 0          |
| W. Huxhorn    | 21            | 0             | 2             | 0             | 0                 | 0                 | 0                 | 0                 | 21       | 0      | 2           | 0          |
| V. Kispert    | 30            | 0             | 4             | 0             | 3                 | 0                 | 0                 | 0                 | 33       | 0      | 4           | 0          |
| T. Kloss      | 24            | 3             | 1             | 0             | 0                 | 0                 | 0                 | 0                 | 24       | 3      | 1           | 0          |
| M. Kowalewski | 26            | 0             | 5             | 0             | 3                 | 0                 | 1                 | 0                 | 29       | 0      | 6           | 0          |
| U. Kuhl       | 15            | 4             | 4             | 0             | 1                 | 0                 | 0                 | 0                 | 16       | 4      | 4           | 0          |
| T. Kříž       | 13            | 1             | 1             | 0             | 1                 | 0                 | 0                 | 0                 | 14       | 1      | 1           | 0          |
| G. Lachmann   | 37            | 6             | 3             | 0             | 2                 | 0                 | 0                 | 0                 | 39       | 6      | 3           | 0          |
| R. Prinzen    | 27            | 2             | 2             | 0             | 3                 | 0                 | 1                 | 0                 | 30       | 2      | 3           | 0          |
| R. Scholz     | 22            | 0             | 5             | 0             | 2                 | 0                 | 0                 | 0                 | 24       | 0      | 5           | 0          |
| M. Sittardt   | 14            | 0             | 2             | 0             | 2                 | 0                 | 1                 | 0                 | 16       | 0      | 3           | 0          |
| R. Thömmes    | 9             | 1             | 0             | 0             | 1                 | 1                 | 0                 | 0                 | 10       | 2      | 0           | 0          |
| S. Täuber     | 14            | 0             | 2             | 0             | 0                 | 0                 | 0                 | 0                 | 14       | 0      | 2           | 0          |